# Hazel (Kentucky)
Hazel – miasto w Stanach Zjednoczonych, w stanie Kentucky, w hrabstwie Calloway.